# 위키드 (2024년 영화)
《위키드》(영어: Wicked)는 2024년 개봉한 미국의 서사, 뮤지컬, 판타지 영화이다. 존 추가 감독을 맡았으며, 동명 뮤지컬을 영화화한 작품이다. 총 2부로 완성되는 최종 작품의 전반부에 해당한다. 이 뮤지컬은 1995년 발간된 소설을 원작으로 하며, 이는 다시 오즈의 마법사 시리즈와 1939년 동명 영화에서 영감을 받았다.
영화는 서쪽 마녀가 되는 엘파바 스롭(Elphaba Thropp)과 선한 마녀가 되는 그녀의 동급생 글린다 업랜드(Galinda Upland)의 우정을 중심으로, 오즈의 마법사의 사건 전후를 배경으로 한다. 신시아 에리보가 엘파바를, 아리아나 그란데가 글린다를 연기하며, 조너선 베일리, 이선 슬레이터, 보웬 양, 머리사 보디, 피터 딩클리지, 양자경, 제프 골드블룸 등이 주요 출연진으로 참여했다.
영화는 뮤지컬을 제작했던 유니버설 픽처스와 마크 플랫이 2012년에 영화화를 발표하며 시작되었다. 코로나19 팬데믹 등으로 인해 여러 차례 지연된 끝에, 2021년 존 M. 추가 감독으로 고용되었고, 에리보와 그란데가 캐스팅되었다. 영화는 이야기의 줄거리를 축소하지 않고 캐릭터들의 여정과 관계를 확장하기 위해 2부작으로 나뉘었다.
촬영은 2022년 12월 영국에서 시작되었으며, 2023년 SAG-AFTRA 파업으로 중단되었다가 2024년 1월에 재개되어 완료되었다.
2024년 11월 3일 오스트레일리아의 시드니 주립극장에서 초연되었으며, 11월 22일 미국에서 극장 개봉되었다. 비평가들로부터 긍정적인 평가를 받았고, 미국영화연구소(AFI)에 의해 2024년 최고의 영화 중 하나로 선정되었으며, 전미비평가위원회(NBR)에서 최우수 작품상을 수상했다. 또한 제82회 골든 글로브상에서 뮤지컬/코미디 부문 최우수 영화를 포함한 4개 부문 후보에 올랐으며, 제30회 크리틱스 초이스 영화상에서 최우수 작품상을 포함한 11개 부문에 후보로 올랐다.

## 줄거리
오즈의 땅에서 먼치킨랜드의 시민들은 서쪽 마녀가 죽었다는 이야기를 듣고 축하한다. 한 아이가 선한 마녀 글린다에게 왜 사악함이 존재하는지 묻자, 글린다는 마녀의 과거 이야기를 들려준다. 당시 스롭 주지사의 아내와 여행 중이던 세일즈맨의 불륜으로 태어난 그녀는 녹색 피부로 인해 거부당하며 불행한 어린 시절을 보냈다("No One Mourns the Wicked"). 그녀와 마녀가 친구였는지 묻는 질문에 글린다는 학창 시절부터 그녀를 알고 있었다고 말한다.
몇 년 전, 엘파바 스롭은 하반신 마비를 앓는 여동생 네사 로즈를 시즈 대학교에 데려다준다("Dear Old Shiz"). 시즈의 마법학 학장인 마담 모리블은 엘파바의 마법적 능력을 목격하고 그녀에게 개인 수업을 제안한다. 엘파바는 이를 수락하며, 이를 통해 오즈의 마법사를 만나 자신의 녹색 피부를 치료받을 수 있을 것이라 믿는다("The Wizard and I"). 그러나 그녀는 인기 있는 글린다 업랜드와 룸메이트가 되는 것을 달갑게 여기지 않으며, 둘은 계속해서 충돌한다("What Is This Feeling?"). 어느 날 밤, 엘파바는 딜라몬드 박사가 사는 집으로 따라가고, 딜라몬드는 동물들이 권리를 잃고 말할 능력을 상실하고 있다는 사실을 밝힌다. 엘파바는 마법사가 이를 바로잡아줄 것이라 믿는다("Something Bad").
반항적인 전학생 피예로 티겔라르는 학생들을 오즈더스트 볼룸으로 데려가기로 한다("Dancing Through Life"). 글린다는 보크 우즈맨에게 네사로즈와 함께 가라고 설득하고, 자신은 피예로와 동행한다. 오즈더스트에서 글린다는 엘파바에게 뒤틀린 선물로 모자를 주지만, 나중에 엘파바와 함께 춤을 추고 그녀에게 메이크오버를 해준다("Ozdust Duet", "Popular"). 다음 날, 딜라몬드는 강의 중 강제로 쫓겨나고, 그의 후임자인 니키딕 교수는 겁에 질린 사자 새끼로 실험하려 한다. 엘파바는 마법으로 모두를 잠재우고 피예로와 함께 사자 새끼를 숲으로 풀어준다. 하지만 피예로가 글린다를 더 선호한다고 느낀 엘파바는 슬퍼한다("I'm Not That Girl").
엘파바는 마법사의 초대를 받고, 이름을 "글린다"(본래 이름은 “갈린다”였다)로 바꾼 글린다와 함께 에메랄드 시티로 향한다. 그곳에서 둘은 우정을 다지며 도시를 구경한다("One Short Day"). 마법사를 만난 엘파바는 동물들을 돕고 싶다고 말하며, 자신의 피부색을 바꿀 의사가 없음을 밝힌다("A Sentimental Man"). 마법사는 엘파바에게 그리머리 주문서를 읽게 하고, 그녀의 마법은 원숭이들이 날개를 갖게 하는 고통스러운 결과를 초래한다. 엘파바는 마법사와 모리블이 동물들의 권리를 박탈하고 언어를 빼앗은 사실을 깨닫고 충격에 빠져 도망친다. 글린다는 엘파바에게 화해를 권유하지만, 엘파바는 그들의 잔인한 계획을 저지하기로 결심한다. 그녀는 글린다와 작별한 후 마법으로 빗자루를 띄워 도망치며 도시 전역에 정전을 일으킨다. 모리블은 엘파바를 "사악한 마녀"로 낙인찍고 방송을 통해 경고한다. 시즈의 학생들은 대피하고, 피예로는 말을 타고 떠나며, 네사로즈는 아버지가 심장마비를 일으키는 것을 목격한다. 엘파바는 서쪽 하늘로 날아오르며 자유를 외친다("Defying Gravity").

## 출연
- 신시아 에리보/카리스 무송골레(아역) - 엘파바 스롭 역
- 아리아나 그란데 - 갈린다 업랜드 / 글린다 역
- 조너선 베일리 - 피예로 역
- 이선 슬레이터 - 보크 역
- 양자경 - 마담 모리블 역
- 제프 골드블룸 - 오즈의 마법사 역
- 머리사 보디/세실리 콜렛 테일러(아역) - 네사로즈 스롭 역
- 피터 딩클리지 - 딜러먼드 교수 역
- 브론윈 제임스 - 셴셴 역
- 보웬 양 - 파니 역
- 케알라 세틀 - 미스 코틀 역
- 아론 테오 - 아바릭 역
- 콜린 마이클 카마이클 - 니키딕 교수 역
- 앤디 나이맨 - 스롭 영주 역
- 코트니메이 브리그스 - 스롭 부인 역
- 샤론 D. 클라크 - 덜시베어 역
- 제나 보이드 - 늑대 의사 역
- 로빈 가이버 - 치스터리 역
- 마이클 맥코리 로즈 - 에메랄드 시티 해설 역
- 크리스틴 체노웨스, 이디나 멘젤 - 에메랄드 시티 주민 역